# Erbonne
Erbonne is een plaats (frazione) in de Italiaanse gemeente San Fedele Intelvi.